# Quartier du Palais-Royal

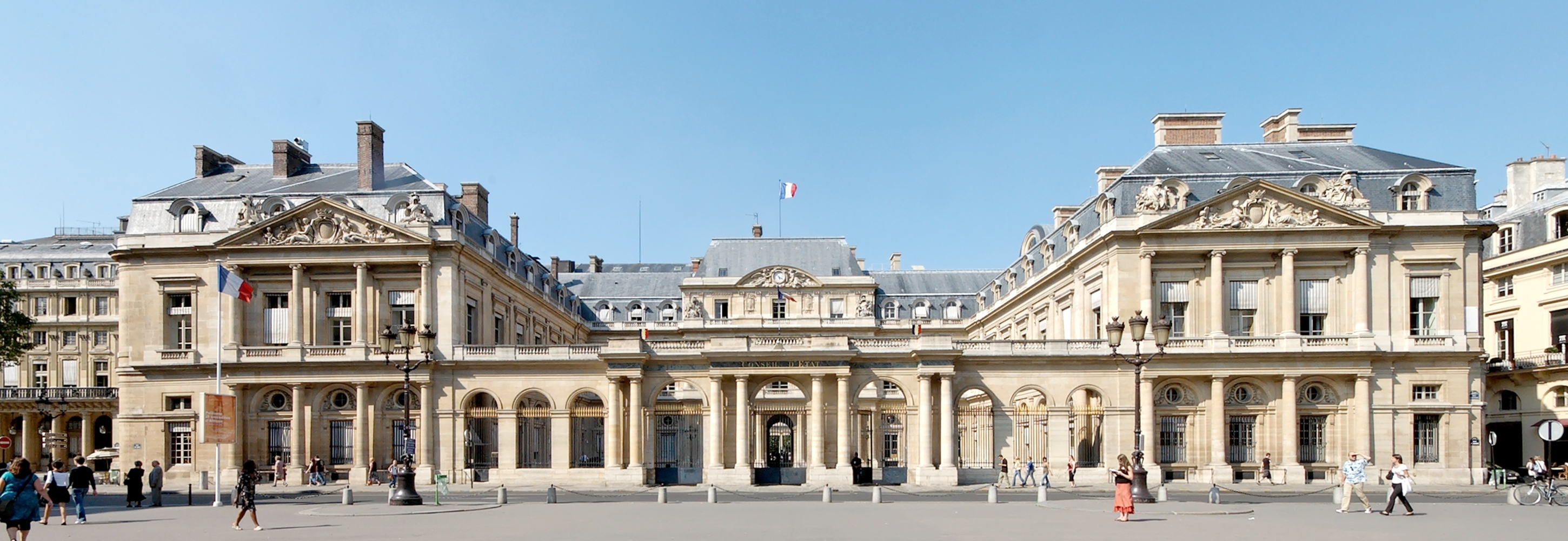
Hlavní vstup do Palais Royal

Quartier du Palais-Royal (čtvrť Královský palác) je 3. administrativní čtvrť v Paříži, která je součástí 1. městského obvodu. Má rozlohu 27,4 ha a je vymezena ulicemi Rue de Rivoli na jihu, Rue Saint-Roch na západě, Rue des Petits-Champs a Rue de la Feuillade na severu a Rue Croix-des-Petits-Champs na východě.
Čtvrť byla pojmenována podle rozsáhlého paláce, který si nechal v letech 1627–1629 postavit kardinál Richelieu a odkázal jej po své smrti královské rodině. Odtud i jeho název – Palais Royal. V paláci, který je přirozeným středem čtvrti, dnes sídlí divadla Comédie-Française a Théâtre du Palais-Royal a státní instituce jako Ministerstvo kultury, Ústavní rada (Conseil constitutionnel) a Státní rada (Conseil d'État).

## Vývoj počtu obyvatel
| Rok sčítání | Počet obyvatel | Hustota zalidnění (ob./km²) |
| ----------- | -------------- | --------------------------- |
| 1954        | 7 146          | 26 080                      |
| 1962        | 6 668          | 24 335                      |
| 1968        | 5 634          | 20 562                      |
| 1975        | 4 500          | 16 423                      |
| 1982        | 3 980          | 14 526                      |
| 1990        | 3 188          | 11 635                      |
| 1999        | 3 195          | 11 661                      |